# Groot Brakrivier
Groot Brakrivier oder Groot-Brakrivier (englisch Great Brak River) ist ein Ort in der Lokalgemeinde Mossel Bay, im Distrikt Garden Route der südafrikanischen Provinz Western Cape. Er liegt rund 24 Straßenkilometer östlich von Mossel Bay.
Der Ortsname des 1859 gegründeten Groot Brakrivier leitet sich von dem gleichnamigen Fluss ab, der hier in den Indischen Ozean mündet. Es ist damit brackisches bzw. salziges Wasser gemeint.

## Beschreibung
Im Jahre 2011 hatte Groot Brakrivier 10.619 Einwohner in 3148 Haushalten.
Der Ort liegt an der Küste der Mossel Bay (Meeresbucht) und im Bereich der Garden Route zwischen den Städten Mossel Bay und George. Er hat sich aus mehreren Kleinsiedlungen beidseits der Mündung des Great Brak River entwickelt.
Die wichtigsten Ortsteile von Groot Brakrivier sind: Bergsig, Botha Strand, Glentana, Greenhaven, Groot Brakrivier, Outeniqua Strand, Southern Cross (Suiderkruis), The Island und Wolwedans.

## Sehenswürdigkeiten

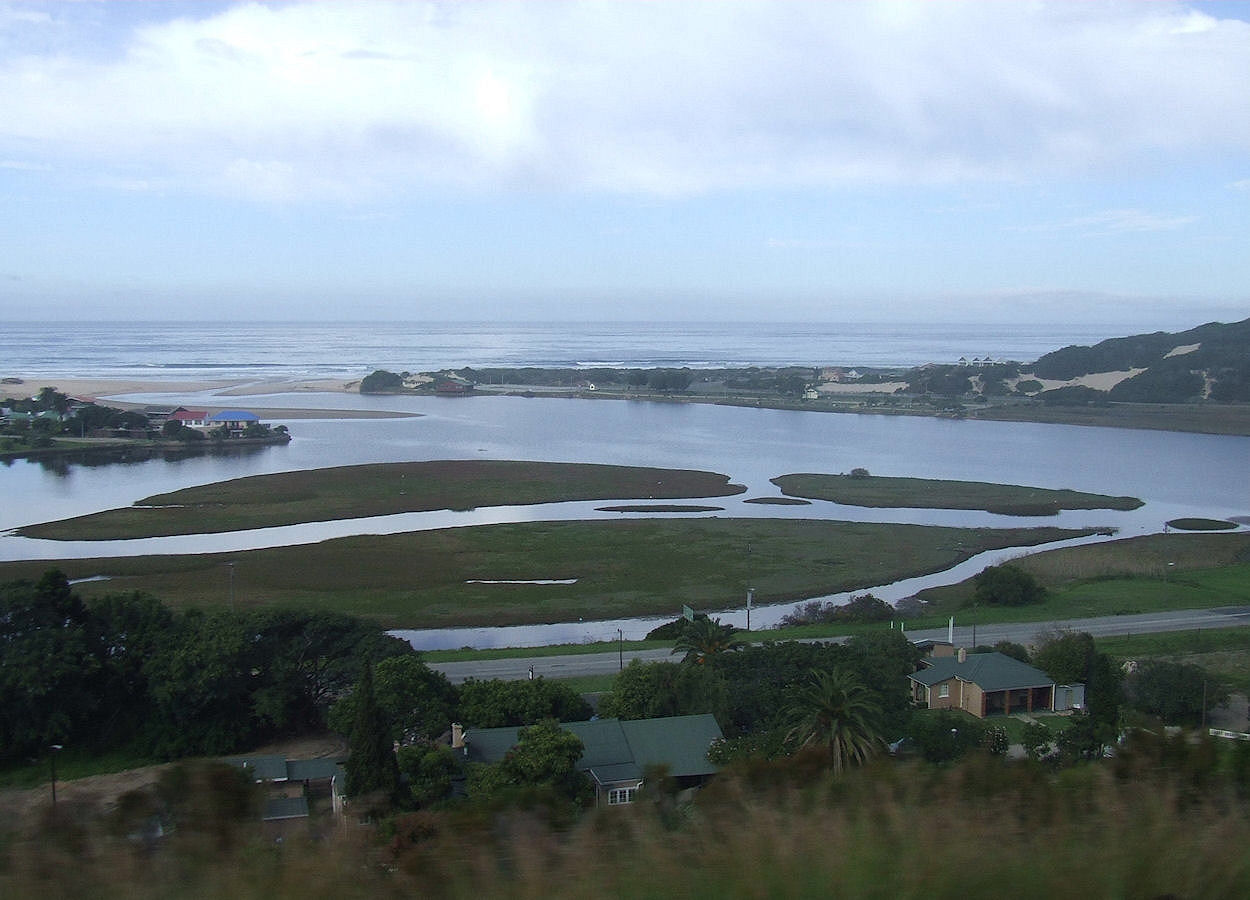
Mündung des Great Brak River

Als touristische Attraktion verkehren hier historische Züge auf der Bahnstrecke George–Mossel Bay, die in Groot Brakrivier über einen Bahnhof verfügt und im Ortsteil Glentana einen Tunnel passieren.
In der ehemaligen, 1902 erbauten Schule sind heute das Great Brak River Museum und das Informationszentrum untergebracht. Hier wird über die Ortsgeschichte berichtet und welchen Einfluss die aus der englischen Grafschaft Surrey stammende Familie Searle seit Ende der 1850er Jahre auf die hiesige Entwicklung durch ihre Lederverarbeitung und die Belebung des Handels genommen hat. An der Searle Memorial Church befindet sich auch das Familiengrab. Weiterhin gibt es Informationen über das Leben der indigenen Khoisan sowie über die Nutzung der Wasserkraft.
Eine landschaftliche Sehenswürdigkeit stellt die in der Mitte des Ortes liegende Mündungszone des Great Brak River dar, wo sich mehrere Sandbänke befinden und auf einer mehrere Häuser stehen. Daher ist dieser Stadtteil als The Island benannt. Die Insel ist über eine einspurige Straßenbrücke erreichbar.

## Verkehr
Auf dem Landweg ist Groot Brakrivier über die Nationalstraße N2 zu erreichen die hier als Autobahn ausgebaut ist. Die Regionalstraße R102 verläuft von Mossel Bay nahezu parallel zur Autobahn und Küste. Nach der Überquerung des Great Brak River wendet sie sich etwas landeinwärts, um am George Airport vorbei die Nachbarstadt George zu erreichen. Die durch den Ort und ebenso in Küstennähe verlaufende Eisenbahnstrecke besitzt überwiegend touristische Bedeutung und hat in George Anschluss an die Strecke nach Oudtshoorn.

## Wirtschaft
Für Groot Brakrivier besitzt der Tourismus eine hohe Bedeutung, da der Ort an der Garden Route liegt. Es gibt im Ort eine Schuhmanufaktur.